# الجنة (المضاربة والعارة)

تعديل مصدري - تعديل

الجنــة هي إحدى قرى عزلة العارة بمديرية المضاربة والعارة التابعة لمحافظة لحج، بلغ تعداد سكانها 160 نسمة حسب تعداد اليمن لعام 2004.